# Дети смешанной крови
«Дети смешанной крови» яп. 混血児: конкэтудзи, англ. Mixed-Blood Children — японский чёрно-белый фильм-драма 1953 года, постановщиком которого выступил один из видных представителей независимого кинематографа Хидэо Сэкигава. Эта кинолента, затрагивающая очень болезненную для послевоенной Японии сферу — судьбу детей, родившихся от японской матери и американского солдата, — снята по произведению Сэцуко Такасаки.

## Сюжет
В детском доме «Сёва Айдзиэн», расположенном на пригорке вблизи моря, живут брошенные родителями дети смешанной крови Родители Генри — американский солдат-негр и проститутка-японка. Генри всегда мешал матери, и в конце концов она избавилась от него, отослав в детский дом. В доме живут дети чёрной и белой кожи. Цвет кожи для них самый больной вопрос. Чёрные дети мечтают о том, чтобы их кожа была светлой. В детский дом приходит весть о том, что чёрного мальчика Томи хотят усыновить, но Томи приходит в отчаяние, узнав, что его будущие родители — негры. Он соглашается пойти к ним лишь после уговоров воспитательницы детдома, которая говорит ему, что главное для человека — это душевная красота. Генри бежит из детского дома, потому что белые дети дразнят его. Но его матери не оказывается дома — она уехала поближе к военному лагерю американцев у подножия горы Фудзи. Растерянный Генри вновь возвращается к ласковой воспитательнице в детский дом.

## В ролях
- Сидзуэ Нацукава — Маматама, воспитательница
- Томоко Нараока — Оно
- Мива Сайто — Итикава
- Митико Ооцука — Минами, учительница
- Ёсими Хирамацу — Матико
- Тикако Хосокава — госпожа Рё
- Тидзуко Тадокоро — Мисако
- Ёсико Сакураи — Тамико
- Сэйдзи Утидзима — Генри
- Эрико Тэрада — Маюми

## Премьеры
- — национальная премьера фильма состоялась 21 апреля 1953 года[1].